# Jan Rutkowski (pedagog)
Jan Rutkowski – polski pedagog, doktor habilitowany nauk społecznych w zakresie pedagogiki, specjalista w zakresie filozofii wychowania, pedagogiki ogólnej, filozofii politycznej, etyki oraz wychowania moralnego, wykładowca Wydziału Pedagogicznego Uniwersytetu Warszawskiego, kierownik Zakładu Pedagogiki Ogólnej i Filozofii Edukacji tamże. 
Na UW w zakresie pedagogiki uzyskał doktorat (2001, promotorka – Andrea Folkierska) oraz habilitację (2014). 
Przewodniczący Komisji Wydziałowej NSZZ „Solidarność” Wydziału Pedagogicznego UW, przewodniczący Warszawskiego Oddziału Polskiego Towarzystwa Pedagogicznego. 

## Wybrana bibliografia autorska
- Filozofia polityczna arystotelizmu i neoliberalizmu a wychowanie (Wydawnictwa Uniwersytetu Warszawskiego, Warszawa, 2003; ISBN 83-235-0196-3)
- Zmierzch kształcenia? : wybrane implikacje pedagogiczne filozofii Leo Straussa i Erica Voegelina  (Wydawnictwa Uniwersytetu Warszawskiego, Warszawa, cop. 2012; ISBN 978-83-235-0951-6)